# Jerry Falwell
Jerry Lamon Falwell (ur. 11 sierpnia 1933 w Lynchburg, zm. 15 maja 2007 w Lynchburg) – amerykański fundamentalista protestancki, duchowny Południowej Konwencji Baptystycznej i teleewangelista, znany z konserwatywnych poglądów na obyczajowość i politykę.

## Elementy biograficzne
Był pastorem w zorganizowanym przez siebie w 1956 roku zborze (tzw. mega-kościele) baptystycznym przy Thomas Road w Lynchburg. W 1971 założył uczelnię religijną pn. Liberty University. W 1979 był współzałożycielem istniejącej do 1989 konserwatywnej organizacji politycznej Moral Majority. Od 1995 wydawał miesięcznik The National Liberty Journal.

## Poglądy
Wierzył w to, że Biblia zawiera wszystkie potrzebne informacje na temat życia rodzinnego. Czterema fundamentalnymi ideami, na których oparł organizację Moral Majority były: prorodzinność, pro-life, proobronność oraz proizraelizm.
W lutym 1999 w The National Liberty Journal opublikował tekst, w którym stwierdził, że popularny brytyjski serial dla dzieci Teletubisie nie proponuje „dobrego wzorca dla dzieci”, ponieważ jeden z jego bohaterów, Tinky Winky, jest gejem (nosi on czerwoną torebkę).
Po atakach na World Trade Center we wrześniu 2001, Falwell twierdził, że częściową winę za nie ponoszą geje i lesbijki, American Civil Liberties Union oraz osoby wspierające feminizm. Za stwierdzenia te później przeprosił.

## Utrwalenie w kulturze masowej
Jest jedną z kluczowych postaci filmu Milosa Formana pt. „Skandalista Larry Flynt”.